# هاینکل هائی ۲۱۹
هاینکل هائی ۲۱۹ اوهو (شاه‌بوف) (به آلمانی: Heinkel He 219 Uhu) یک جنگنده شبانه دو موتوره ساخت شرکت هاینکل در آلمان بود که در جنگ جهانی دوم در لوفت‌وافه خدمت کرد. هائی ۲۱۹ نخستین هواگرد نظامی عملیاتی جهان مجهز به صندلی‌پران بود.

## طراحی و استفاده
هاینکل هائی ۲۱۹ بنا به درخواست نیروی دفاع شبانه برای یک هواگرد دو موتوره اختصاصی به عنوان جنگنده شبانه طراحی شد. با توجه بی‌علاقگی وزارت هوانوردی رایش به آن، پیش‌نمونه ماه نوامبر سال ۱۹۴۲ به پرواز درآمد. تا ماه آوریل سال ۱۹۴۳ سفارش ۳۰۰ فروند صادر شد. نیروی دفاع شبانه خواهان دریافت ۲٬۰۰۰ فروند بود؛ با این حال تنها ۲۹۴ فروند تا پایان جنگ جهانی دوم تحویل گردید. هائی ۲۱۹ نخستین جنگنده جهان مجهز به صندلی‌پران بود. هائی ۲۱۹ تسلیحاتی قدرتمندی شامل ۶ توپ خودکار ۳۰ میلی‌متری و ۲ توپ خودکار ۲۰ میلی‌متری داشت. این هواگرد همچنین مجهز به آخرین نمونه از رادار بود. اگر به اندازه کافی از آن تولید می‌شد امکان داشت دفاع از رایش در مقابل بمب‌افکن‌های نیروی هوایی بریتانیا بسیار موثرتر باشد. به هر صورت هائی ۲۱۹ خود در آغاز فرایند توسعه دچار برخی مشکلات فنی بود.

## مشخصات فنی
هائی ۲۱۹:
مشخصات عمومی
- خدمه: ۲ نفر
- طول: ۱۵٫۵۴ متر
- طول بال: ۱۸٫۵ متر
- ارتفاع: ۴٫۱ متر
- وزن بارگذاری‌شده: ۱۵٬۳۰۰ کیلوگرم
- نیرومحرکه: ۲ × موتور وی معکوس ۱۲ سیلندر دایملر-بنتس ۶۰۳گه: هر یک ۱٬۹۰۰ اسب بخار

عملکرد
- حداکثر سرعت: ۶۷۰ کیلومتر بر ساعت
- سقف پرواز: ۱۲٬۷۰۰ متر
- برد: ۲٬۰۰۰ کیلومتر

تسلیحات
- ۶ × توپ خودکار ۳۰ میلی‌متری دو قبضه در ریشه بال‌ها، دو قبضه در برجک کف و دو قبضه در بخش پشتی سقف
- ۲ × توپ خودکار ۲۰ میلی‌متری در برجک کف